# Vilemína Auerspergová (hraběnka)
Vilemína Kinská z Vchynic a Tetova, provdaná z Auerspergu (5. dubna 1857 Vídeň – 1. října 1909 Slatiňany) byla česká hraběnka z rodu Kinských z Vchynic a Tetova.

## Život
Narodila se 5. dubna 1857 ve Vídni jako dcera hraběte Ferdinanda Bonaventury Kinského (1834–1904) a jeho manželky Marie Josefy kněžny z Lichtenštejna (1835–1905), dcery generála Karla Františka z Lichtenštejna (1790–1865) a jeho manželky Františky Bruntálské z Vrbna (1799–1863). Měla bratry Karla (1858–1919), pozdějšího diplomanta a Rudolfa Ferdinanda (1859–1930).

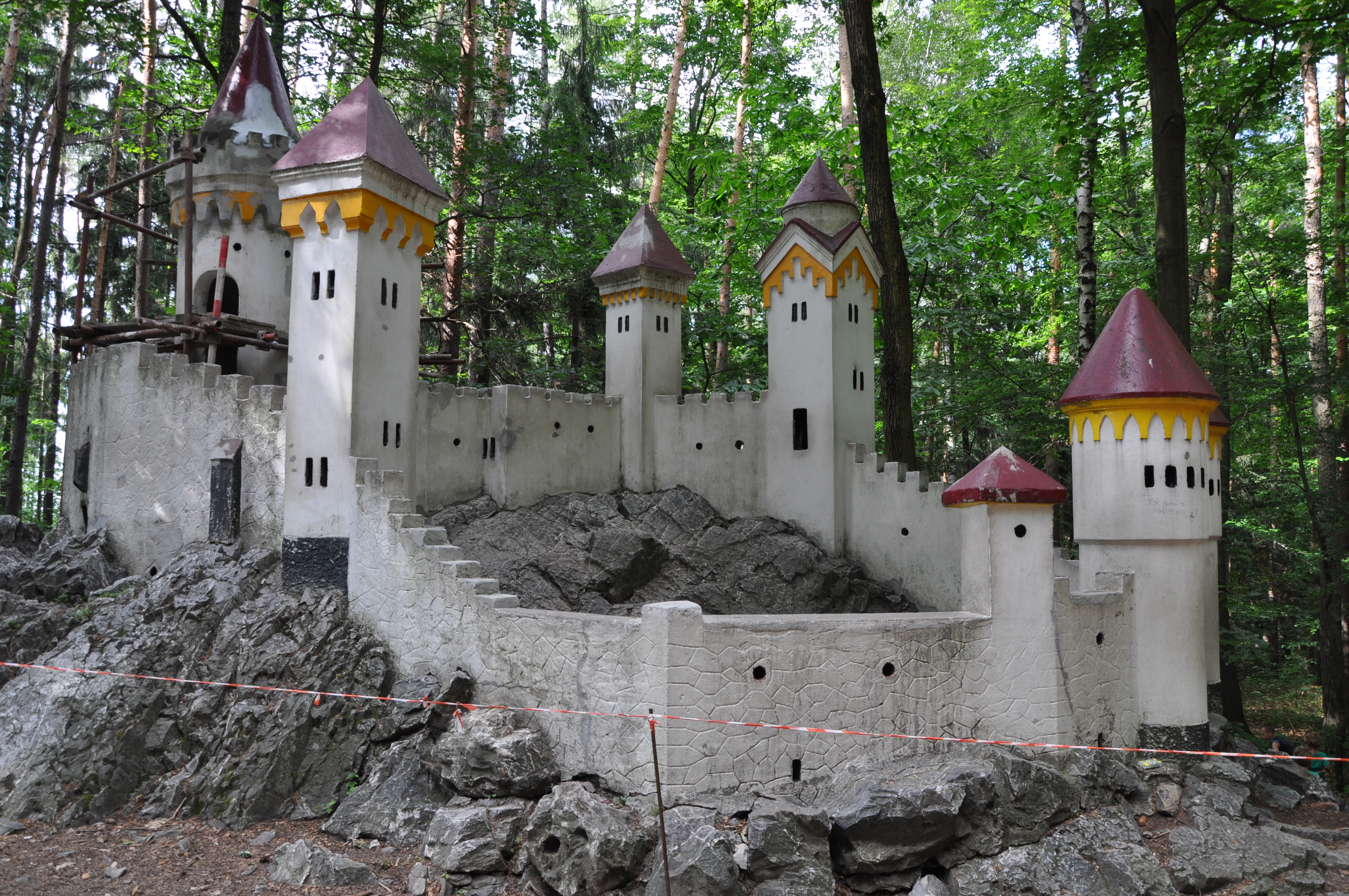
Kočičí hrádek ve Slatiňanech

V lednu roku 1878 se ve Vídni provdala za Františka Josefa z Auerspergu, s nímž měla pět dětí:
- 1. Kristiana (24. 11. 1878 Slatiňany – 16. 5. 1945 Carlsust), manž. 1903 Klemens von Croÿ (31. 3. 1873 Buchberg am Kamp – 23. 11. 1926 Vídeň)[1]
- 2. Marie (15. 1. 1880 Vídeň – 6. 5. 1960 tamtéž), manž. 1905 Karel z Trauttmansdorffu-Weinsbergu (5. 2. 1872 Oberwaltersdorf – 1. 4. 1951 Ruden)[2]
- 3. Vincent (15. 1. 1880 Vídeň – 10. 7. 1919 tamtéž), svobodný a bezdětný[3]
- 4. Karolína Šarlota (27. 6. 1885 Slatiňany – 2. 7. 1907 tamtéž), svobodný a bezdětná[4]
- 5. Ferdinand (18. 4. 1887 Slatiňany – 13. 11. 1942 Vídeň), svobodný a bezdětný[5]

V lesoparku za zámkem ve Slatiňanech nechala v letech 1898 až 1901 postavit zmenšeninu hradu (nazvanou Kočičí hrádek), aby si na ní mohli hrát její potomci. Protože však stavba byla volně přístupná, hrály si na ní nejen zámecké děti, ale i děti z okolí.